# Soroksár
Soroksár – dzielnica Budapesztu, oznakowana w podziale administracyjnym miasta rzymskim numerem XXIII. Została wydzielona z XX. dzielnicy (Pesterzsébet).

## Położenie
Od północy Soroksár graniczy z Pesterzsébet, od zachodu z Dunajem, Cseplem i Wyspą Św. Mikołaja. Od południa graniczy z obwodami administracyjnymi Budapesztu: Dunaharati, Alsónémedi i Gyál. W dzielnicy na zachód od Ráckeve płynie Dunaj.

## Transport
Dzielnica jest stosunkowo cicha, ponieważ duża część wysokiego natężenia ruchu biegnie wzdłuż krawędzi dróg w powiecie (po zachodniej stronie drogi Soroksár) na początku zachodniego odcinka autostrady M5. W dzielnicy znajduje się przystanek kolejki HÉV w kierunku Ráckeve oraz dworzec kolejowy Budapest-Kelebia.

## Sport
W dzielnicy znajduje się Stowarzyszenie Sportu i Rekreacji w Podnoszeniu Ciężarów, które zdobyło 50 razy krajowe i światowe mistrzostwo od jego powstania w 1995 r. Stowarzyszenie co roku organizuje mistrzostwa w podnoszeniu ciężarów, w zawodach bierze udział ponad 100 zawodników z kilkudziesięciu krajów.

## Atrakcje dzielnicy
- XVIII-wieczna kaplica Św. Maryi
- Plac Bohaterów
- Centrum Kultury

## Miasta partnerskie
- Nürtingen, Niemcy
- Odorheiu Secuiesc, Rumunia
- Tvardica, Bułgaria
- Sędziszów Małopolski, Polska